# Удружење специјалних библиотека
Удружење специјалних библиотека (SLA) је непрофитна глобална организација за иновативне информационе професионалце и њихове стратешке партнере у пословним, владиним, академским и другим „специјалним“ окружењима. SLA промовише и јача своје чланове кроз иницијативе за учење, умрежавање и изградњу заједнице.

## Историјат
Удружење специјалних библиотека основано је 1909. године у Сједињеним Државама од стране групе библиотекара који раде у специјализованим окружењима, а водио их је Џон Котон Дејна, који је био први председник SLA од 1909. до 1911. године. У годинама пре оснивања удружења специјалних библиотека Дејна и други библиотекари видели су све већу потражњу за врстама материјала које би специјалне библиотеке могле да пруже и признале су да као информативни професионалци који раде у таквим окружењима одговарају на захтеве свог посла стварају нову врсту библиотекарства. Такође, многи од њих су радили као професионални библиотекари, али углавном без стручне подршке других библиотекара и професионалаца. Група је настојала да реши њихове заједничке проблеме тако што су се удружили. Њихов циљ, како је речено у првом издању Специјалних библиотека, био је „ујединити у сарадњи све мале библиотеке широм земље; финансијске, комерцијалне, научне, индустријске и посебне одсеке државних, факултетских и општих библиотека; и опслужују ограничену клијента."

## Мисија и визија
Удружење специјалних библиотека обавезује себе на ојачавање улоге чланова као информационих лидера у њиховим организацијама и окружењима, одговор на потребе корисника, додавање квалитативних и квантитативних вредности у информацијском сектору и продуктима, прихватање нових и иновативних решења за побољшавање услуга и интелектулни напредак у оквиру професије, као и подношење мерљивих резултата у оквиру информационе економије и пружање прилика за упознавање, комуникацију, сарадњу и партнерство у оквиру информационе делатности.
Оно што би могло издвојити библиотекаре специјалних библиотека које су при том и чланице удружења јесте њихова усмереност ка побољшању лидерских способности, што се јасно види и њиховим програмима на тему побољшања лидерских способности. Лидерство је такође једно од пет кључних вредности Удружења специјалних библиотека и управо ову област покривају од самих почетака организације, до те мере да од 1995 имају и награду Удружења за лидерство. Тренутни мото удружења јесте „Напредовање/унапређење знања, наши чланови су лидери у знању који активно доприносе и воде успех њихових организација“

### Стратегија
Важан део стратегије је лични развој појединаца у смеру бољег лидерства. Добар тим лидер ће најбоље спровести стратешко планирање ако се сви у тиму подједнако и инклузивно укључе. То такође важи и за оне чланове који раде сами у својим организационим центрима, где као друге чланове би требало да укључе своје странке.

## Чланице и чланство
Удружење специјалних библиотека у своје чланство убраја широк спектар различитих бранши, од традиционалних библиотекара, преко научника из различитих информационих наука до истраживача. Убраја све оне библиотекаре чија професија је уже везана за скупљање и организацију информација за оквире организација у којима раде и пружа им могућности за развој повољних услова и сервиса у којима могу да унапређују своју пословну политику. Сем сопствене мреже библиотекара, такође је чланица Америчког библиотекарског удружења и Међународне асоцијације библиотечких удружења.
Тренутно има преко 11.000 чланова, из преко 60 држава који покрива велики број различитих професија у оквиру заједнице специјалних библиотека. Оно што одваја ово удружење од других јесте приступ. Приступ чланству имају како организације, тако и појединци, и управо су појединци ти који су циљна група. Чланство се плаћа и у зависности је од типа чланарине и географског подручја као и висине годишње зараде. Студенти су посебна категорија, али са ограниченим приступом и то једном одељењу и дивизији без додатне провизије и не више од три године. Организације као чланице имају приступ према три различита нивоа приступа релеватним изворима информација.

### Подела у оквиру организације
Свакодневне делатности се обављају у оквиру седишта у граду Меклин у држави Вирџинија. Удружење је подељено у регионалне одељке који сами бирају своје представнике, праве састанке и иницирају пројекте. Удружење специјалних библиотека је такође подељено у дивизије, у зависности од субјеката, поља и техника којима се баве. Регионални одељци обухватају 49 области, већински из Сједињених Америчких Држава, али такође и редом Блиски исток, Азија, Аустралија и Океанија, Европа и Канада са два одељка. Што се тиче покривених области, Удружење је подељено у 24 области, од академског, биомедицинског, хемије, менаџмента, обухвата и правне, осигурање, војне библиотеке али и транспорт, тиме покривајући значајан број области у којима се налазе библиотеке који се сврставају под групни назив „специјалне“.

## Издавачка делатност удружења и доступност материјала
Удружење специјалних библиотека пружа својим члановима доста онлајн материјала ради унапређивања лидерства, професионалног развоја кроз разне вебинаре, симпозијуме и годишње конференције. На њиховом веб-сајту доступни су и прегледни по секторима све што нуде од програма и материјала, али је приступ програмима бесплатан само за чланство, а ретки су програми доступни и широј публици.
Сваки од огранака Удружења (било америчких, било из остатка света) има свој веб-сајт који су, углавном, без  доступног материјала. Занимљивост је европски огранак Удружења који има свој блог, на коме постављају разне интервјуе, извештаје са разних догађања и слично.
Ово удружење је од самог почетка почело са објављивањем свог часописа „Special Libraries” , Удружења специјалних библиотека, који је излазио у континуитету од 1910. и сада је прешао у дигиталну верзију. Старији бројеви су доступни и у Србији, у Библиотеци Матице Српске. Удружење специјалних библиотека издаје часопис „Information Outlook” , који је бесплатно доступан само члановима Удружења, док они који нису чланови плаћају годишњу претплату. Часопис излази двомесечно и обухвата теме као што су библиометрија, менаџмент дигиталног окружења, ауторско право, технологија уопштено, интервјуи са члановима и слично. Бројеви часописа пре 2006. године су у потпуности доступни, захваљујући сарадњи са Универзитетом Сан Хосе. Бројеви који су изашли између 2007 и 2012. се спремају за дигитализацију.